# Osieki Słupskie
Osieki Słupskie (deutsch Wusseken) ist ein Dorf bei Słupsk (Stolp) in der polnischen Woiwodschaft Pommern.

## Geographische Lage
Osieki Słupskie liegt in Hinterpommern, etwa 16 Kilometer östlich von Ustka (Stolpmünde), 16 Kilometer nördlich von Słupsk und 104 Kilometer westlich der regionalen Metropole Danzig.

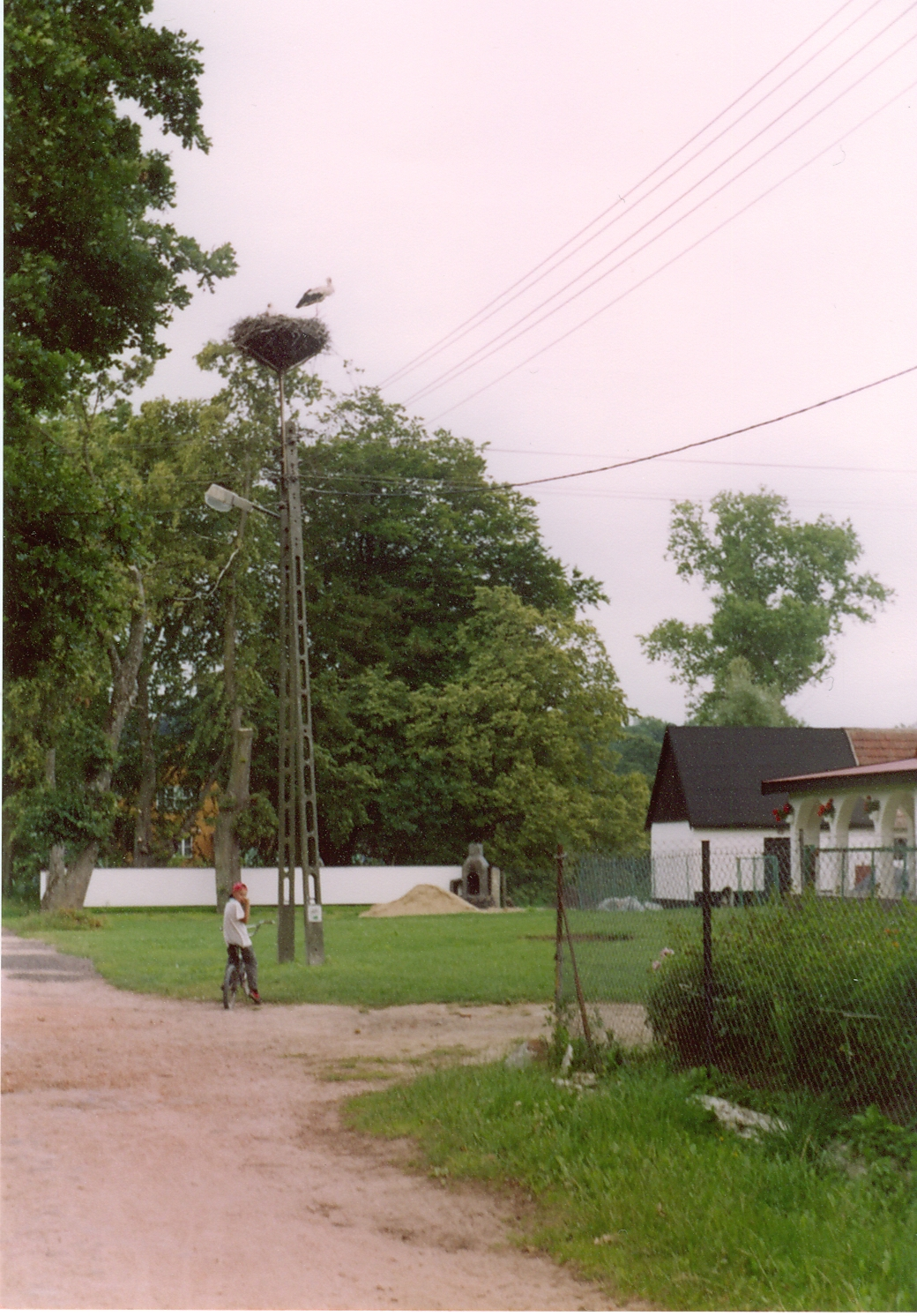
Ortsmitte (2006)

## Geschichte
Osieki Słupskie war früher ein Gutsbezirk, der ursprünglich ein altes Lehen eines Zweigs der Familie v. Bandemer gewesen war. Um 1784 gab es in Wusseken zwei Vorwerke, zwei Bauern, zwei Kossäten und insgesamt elf Feuerstellen (Haushaltungen).
Bis 1945 gehörte Wusseken zum Landkreis Stolp in der preußischen Provinz Pommern.
Gegen Ende des Zweiten Weltkriegs wurde die Region im März 1945 von der Roten Armee besetzt.  Nach  Kriegsende wurde die Region zusammen mit ganz Hinterpommern unter polnische Verwaltung gestellt.
Das Dorf hat heute (2011) etwa 130 Einwohner.

## Kirchspiel
Die Einwohner waren überwiegend evangelisch. Wusseken war im Kirchspiel von Groß Garde (Gardna Wielka) eingepfarrt und gehörte damit zum Kirchenkreis Stolp-Altstadt. Der zuletzt für Wusseken zuständige deutsche Ortspfarrer hieß Kypke.

## Im Ort geborene Persönlichkeiten
- Christian Friedrich von Bandemer (1717–1782), Gutsbesitzer und preußischer Offizier.

## Verweise